# Epiestriol
(Epiestriol INN) (tên thương hiệu Actriol, Arcagynil, Klimadoral), hoặc epioestriol (BAN), còn được gọi là 16β-epiestriol hoặc đơn giản là 16-epiestriol cũng như 16β-hydroxy-17β-estradiol, là estrogen nội sinh vừa và yếu, và 16β- epime của estriol (đó là 16α-hydroxy-17β-estradiol). Epiestriol được (hoặc trước đây) được sử dụng lâm sàng trong điều trị mụn trứng cá. Ngoài các hoạt động estrogen của nó, epiestriol đã được tìm thấy có các đặc tính chống viêm đáng kể mà không có hoạt tính glycogen hoặc ức chế miễn dịch, một phát hiện thú vị trái ngược với các steroid chống viêm thông thường như hydrocortison (một glucocorticoid).
| Estradiol | 2.6 | 7,9 | 100 | 0,6 | 0,13 | 8,7 | <0,1 |
| Alfatradiol | <1  | <1  | 15  | <1  | <1   | ?   | ?    |
| Estriol | <1  | <1  | 15  | <1  | <1   | ?   | ?    |
| 16β-Epiestriol | <1  | <1  | 20  | <1  | <1   | ?   | ?    |
| 17α-Epiestriol | <1  | <1  | 31  | <1  | <1   | ?   | ?    |
| Giá trị là tỷ lệ phần trăm (%). Các phối tử tham chiếu (100%) là progesterone cho PR, testosterone cho AR, E2 cho ER, DEXA cho GR, aldosterone cho MR, DHT cho SHBG và cortisol cho CBG. |     |     |     |     |      |     |      |